# Alexandre Prigogine
Alexandre Prigogine (eigentlich Alexander Romanowitsch Prigoschin; russisch Александр Романович Пригожин; * 12. April 1913 in Moskau; † 7. Mai 1991 in Brüssel) war ein belgischer Mineraloge und Ornithologe russischer Herkunft.

## Leben
Prigogine stammt aus einer jüdischen Familie. Sein Vater Roman (Ruwim Abramowitsch) Prigoschin war Chemieingenieur, seine Mutter Julia Leiwikowny Wichman war Pianistin. Sein jüngerer Bruder Ilya Prigogine erhielt 1977 den Nobelpreis für Chemie. Im Jahr 1921 verließ die Familie Sowjetrussland, lebte zuerst in Litauen, ab 1922 in Deutschland und ab 1929 in Belgien. Prigogine promovierte in Chemie an der Université libre de Bruxelles und reiste 1938 als Mineralienspezialist nach Belgisch-Kongo. Seine ornithologische Karriere begann durch einen Jagdunfall, der seine rechte Hand schädigte. Während eines Besuchs bei Henri Schouteden, Honorardirektor des Museums von Belgisch-Kongo in Tervuren, ließ sich Prigogine davon überzeugen, Vögel mit einer kleinen Schrotflinte zu schießen, um an einem Museumsprojekt zur Katalogisierung der Vögel des Kongo mitzuwirken. Dieses Unternehmen war ein großer Erfolg, da nach vielen Jahren harter Arbeit die Vogelsammlung in Tervuren um 20.000 Bälge erweitert wurde. Sutembo, Lutunguru und Kamituga, wo seine einheimischen Sammler tätig waren, wurden zu bekannten Orten. Andere Orte, darunter der Mount Kabobo, Idjwi Island und Marungu, wurden zum ersten Mal erkundet.
Prigogines Bibliographie umfasst 94 ornithologische Schriften, darunter das Werk Les oiseaux de l’Itombwe et de son hinterland, von dem 1971, 1978 und 1984 drei Bände in den Annales du Musée Royal de l’Afrique Centrale veröffentlicht wurden. Prigogine überprüfte und bewertete auch viele Taxa, die der Wissenschaft unter Seniorsynonymen bekannt sind. Die meisten seiner früheren Publikationen erschienen in der Revue de zoologie africaine und später in Le Gerfaut, im Bulletin of the British Ornithologists’ Club, Ibis, Bonner zoologische Beiträge und Mitteilungen aus dem Zoologischen Museum in Berlin. Zu seinen Erstbeschreibungen zählen der Albertzwergkauz (Glaucidium albertinum), der Schoutedensegler (Schoutedenapus schoutedeni), der Itombweschnäpper (Muscicapa itombwensis) und der Kabofeinsänger (Apalis kaboensis) sowie etwa 30 Unterarten. Die Unterart Sheppardia bocagei ilyai des Bocagerötels benannte er nach seinem Bruder Ilya.
Prigogine war der erste Wissenschaftler, der die Konzepte der Paraspezies und Allospezies auf die Vogeltaxonomie Zentralafrikas anwandte.
1985 wurde Prigogine zum Vizepräsidenten und Direktor des wissenschaftlichen Komitees des 6. Panafrikanischen Ornithologischen Kongresses gewählt.

## Dedikationsnamen
Nach Prigogine sind die Kongomaskeneule (Phodilus prigoginei, 1952 durch Schouteden), der Marungunektarvogel (Cinnyris prigoginei, 1958 durch James David Macdonald), der Prigogine-Bülbül (Chlorocichla prigoginei, 1967 durch Antoon De Roo) und die Prigogine-Nachtschwalbe (Caprimulgus prigoginei, 1990 durch Michel Louette) benannt. Ferner wird Prigogine in den Epitheta der Unterart Gonionotophis brussauxi prigoginei aus der Schlangenfamilie Lamprophiidae und der Unterart Colobus angolensis prigoginei des Angola-Stummelaffen geehrt.